# Ansjovis (fisk)
Ansjovis (Engraulis encrasicolus) är en art i familjen ansjovisfiskar (Engraulidae). Det är en benfisk släkt med sillen. Ansjovisen förekommer längs östra Atlantkusten, från södra Norge till Sydafrika, samt i Medelhavet och Svarta havet. Arten hittas även kring ögrupper nordöst om Madagaskar.
Saltade och inlagda i olja säljs de i konserv som sardell.
På grund av intensivt fiske varierar populationen betydligt i Medelhavet, Svarta havet och vid nordvästra Afrika. Hela beståndet är fortfarande stort. IUCN betecknar arten som livskraftig (LC).

## Källhänvisningar
1. 1 2 3  Tous, P. et al. 2013 Engraulis encrasicolus . Från: IUCN 2013. IUCN Red List of Threatened Species. Version 2018.1. Läst 23 februari 2022.
2. ↑  "ansjovis". NE.se. Läst 3 oktober 2014.